# Denisea Wilson
Denisea Wilson (* 5. Juni 1999) ist eine US-amerikanische Schauspielerin.

## Leben
Wilson kam im Jahr 1999 zur Welt. Von 2014 bis 2015 bekam sie die Rolle des Katie Rice aus der Serie Emma, einfach magisch!. Sie hatte auch einen Gastauftritt in der Serie Nicky, Ricky, Dicky & Dawn.

## Filmographie
- 2014–2015: Emma, einfach magisch!
- 2014: Mein Freund, der Delfin 2